# Primeira transição presidencial de Donald Trump
A Primeira transição presidencial de Donald Trump, ocorrida entre 2016 e 2017, marcou o início de seu primeiro mandato na Casa Branca. Ela começou com os preparativos conduzidos pelo vice-presidente eleito, Mike Pence, ainda antes do resultado oficial das eleições presidenciais de 2016. A transição foi liderada inicialmente por Chris Christie até sua substituição pelo próprio Presidente-eleito em 11 de novembro do mesmo ano 
Trump foi formalmente eleito pelo Colégio Eleitoral em 19 de dezembro de 2016. Os resultados foram certificados por uma sessão conjunta do Congresso dos Estados Unidos em Janeiro de 2017, com a conclusão do período transicional na posse presidencial em 20 de janeiro.

## Procedimentos
Em concordância com o Ato de Transição Presidencial de 2010, as equipes de transição candidatas recebem apoio da Administração de Serviços Gerais (GSA). As equipes de transição dos candidatos presidenciais também podem tomar parte de fundos de equipe; os gastos orçamentários com a equipe transicional de Mitt Romney em 2012 foram de 8.9 milhões de dólares, por exemplo.
Sob leis e costumes federais existentes, o candidato republicano tornou-se elegível ao recebimento de financiamento do governo desde que sua indicação foi oficializada na convenção nacional do partido.

### Incumbências
Algumas das principais responsabilidades assumidas pela equipe de transição presidencial incluem a identificação e avaliação de candidatos para aproximadamente 4 mil postos de trabalho no governo dos Estados Unidos, cujo serviço seja sob apreciação do Presidente; organizar a ocupação das residências oficiais (Casa Branca, Number One Observatory Circle e Camp David); contactar o Comando Estratégico dos Estados Unidos para recebimento dos "Códigos Dourados"; e informar o alto escalão do governo sobre medidas políticas da nova administração.

### Modificações recentes
Uma lei aprovada pelo Congresso estadunidense em 2016 passou a exigir que o presidente incumbente estabeleça "conselhos de transição" a partir de junho do ano de eleição de modo a facilitar as questões protocolares envolvendo a transição de poder.
No mesmo ano, a "National Academy of Public Administration", lançou um novo programa intitulado Transition 2016. Liderado por Ed DeSeve e David S. C. Chu, o programa foi descrito pela NAPA como um dos que proveem gerenciamento e consultoria aos candidatos presidenciais e suas respectivas equipes de transição.

## Transição

### Pré-eleição

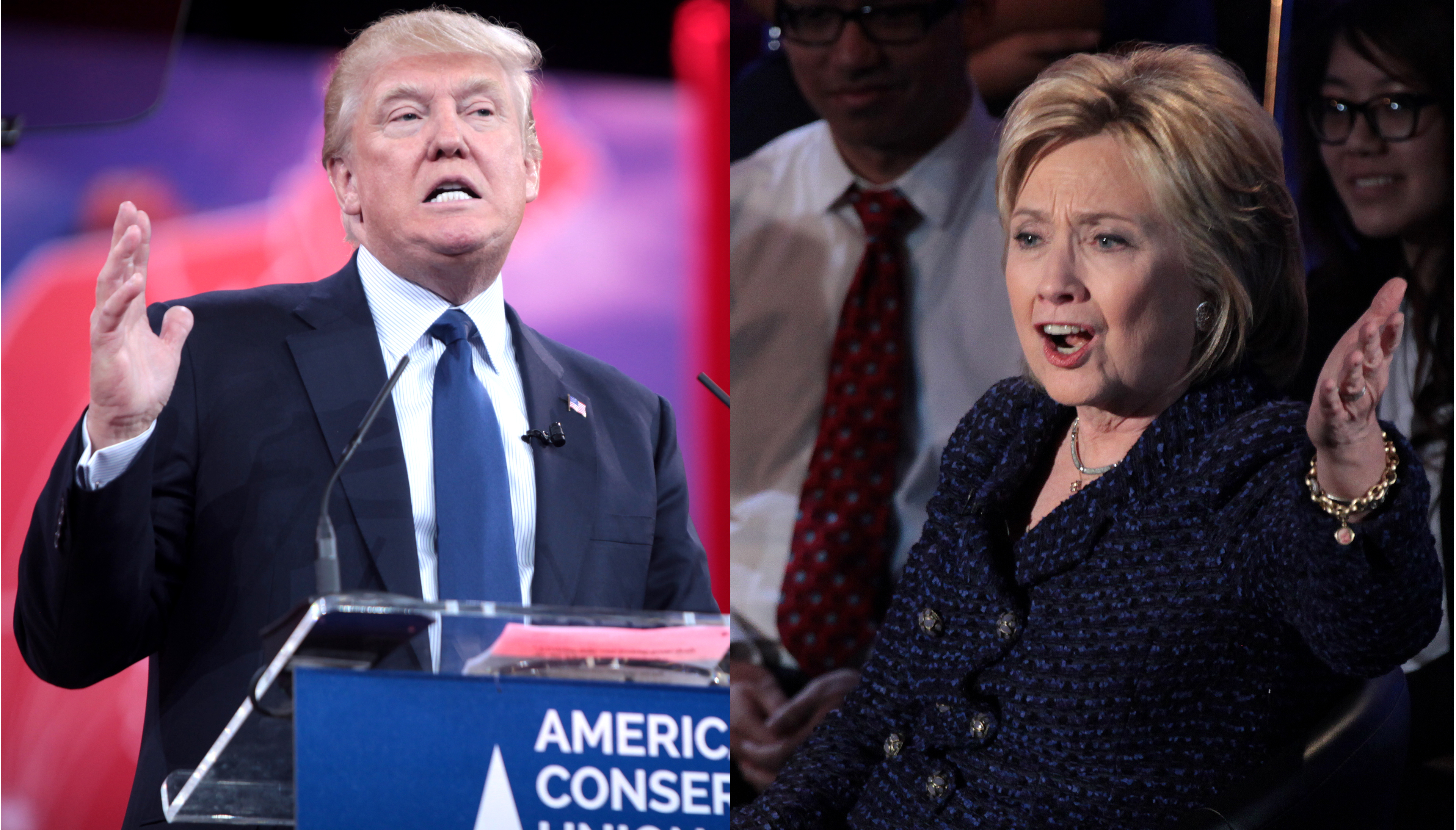
Donald Trump e Hillary Clinton durante a campanha presidencial de 2016.

Em abril de 2016, representantes da campanha de Trump, assim como das campanhas de outros quatro candidatos republicanos, reuniram-se com representantes da Parceria de Serviços Públicos em Nova Iorque, onde receberam dois dias de treinamento sobre o processo de transição presidencial. De acordo com um assessor a campanha de Trump, Corey Lewandowski, a campanha passou a implementar as recomendações recebidas durante o encontro. No início de maio de 2016, após Trump presuntivamente tornar-se o candidato, dirigentes de sua campanha anunciaram a indicação de membros da equipe transicional nas "semanas seguintes". Segundo o jornal The New York Times, Trump teria convidado Jared Kushner para liderar os trabalhos da equipe de transição. Corey Lewandowski e Paul Manafort cooperaram com Kushner na seleção de um líder de equipe. Dias após, Trump anunciou que o então Governador de Nova Jérsei Chris Christie havia concordado em liderar a transição presidencial.

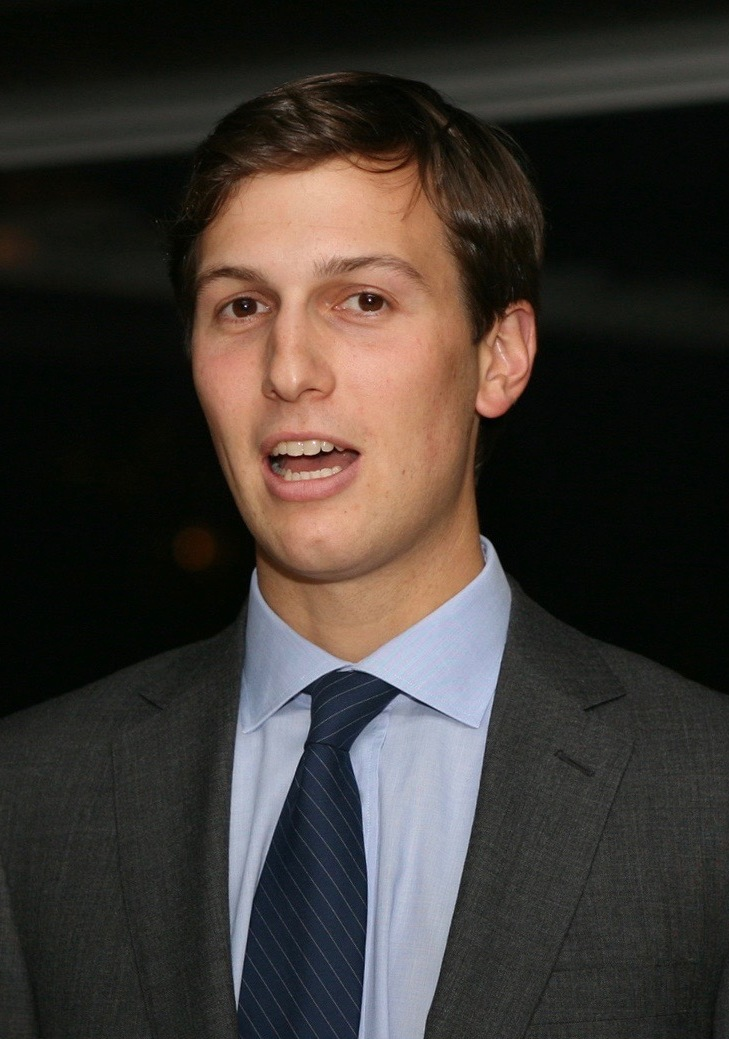
Segundo setores da imprensa, Trump teria convidado Jared Kushner, seu genro, para liderar parte da transição presidencial. Posteriormente, Kushner seria empossado Alto Conselheiro Presidencial.

Em 3 de junho de 2016, o Conselho da Agência de Diretores Transicionais realizou sua primeira reunião na Casa Branca para apresentar os planos de transição de cada um dos três maiores departamentos executivos; Trump e Clinton, entretanto, não enviaram representantes a esta primeira reunião. No mesmo período, a Casa Branca começou a transferência dos arquivos eletrônicos da Administração Obama para os Arquivos Nacionais para preservação.
Os planos de transição foram duramente criticados por aparentemente ter desconsiderado outro planejamento recente quando selecionou somente uma equipe no fim de julho de 2016. À época, Chris Christie nomeou Bill Palatucci, um procurador de Nova Jérsei, e um membro do Comitê Nacional Republicano para liderança do conselho; Palatucci passou a reunir-se com membros da equipe de transição de Mitt Romney pouco tempo após sua nomeação. Enquanto isto, em 29 de julho, o Chefe de Gabinete da Casa Branca Denis McDonough e Christie realizaram uma pequena audioconferência para acordo de alguns procedimentos do período transicional. Durante a conferência, McDonough informou que Anita Breckenridge e Andrew Mayock seriam os "pontos de contato" da Casa Branca com a campanha de Trump. Nesta etapa também foi decidido sobre o espaço disponível para a equipe de Trump em um prédio da Avenida Pensilvânia, o que viria a ser confirmado em 2 de agosto.
Durante a primeira semana de Agosto, a equipe de transição de Trump deu início aos seus trabalhos. No mesmo mês, William F. Hagerty, um antigo membro da equipe de Romney em 2012, foi nomeado diretor de nomeações e John Rader, assessor do senador Bob Corker no Comitê de Relações Externas do Senado, foi indicado como vice-diretor de nomeações.
Nas semanas seguintes, representantes das campanhas de Trump e Clinton passaram a realizar diversas reuniões entre si e com representantes da Casa Branca com foco nos detalhes do processo de transição.
Em outubro, foi divulgada a ampliação da equipe para mais de 100 pessoas, muitas das quais eram especialistas em política numa tentativa de compensar a falta de pessoal da área nas nomeações de Trump. Como por exemplo a indicação de Robert Smith Walker, ex-presidente do Comitê de Ciências da Câmara dos Representantes, como conselheiro do programa espacial.

### Pós-eleição

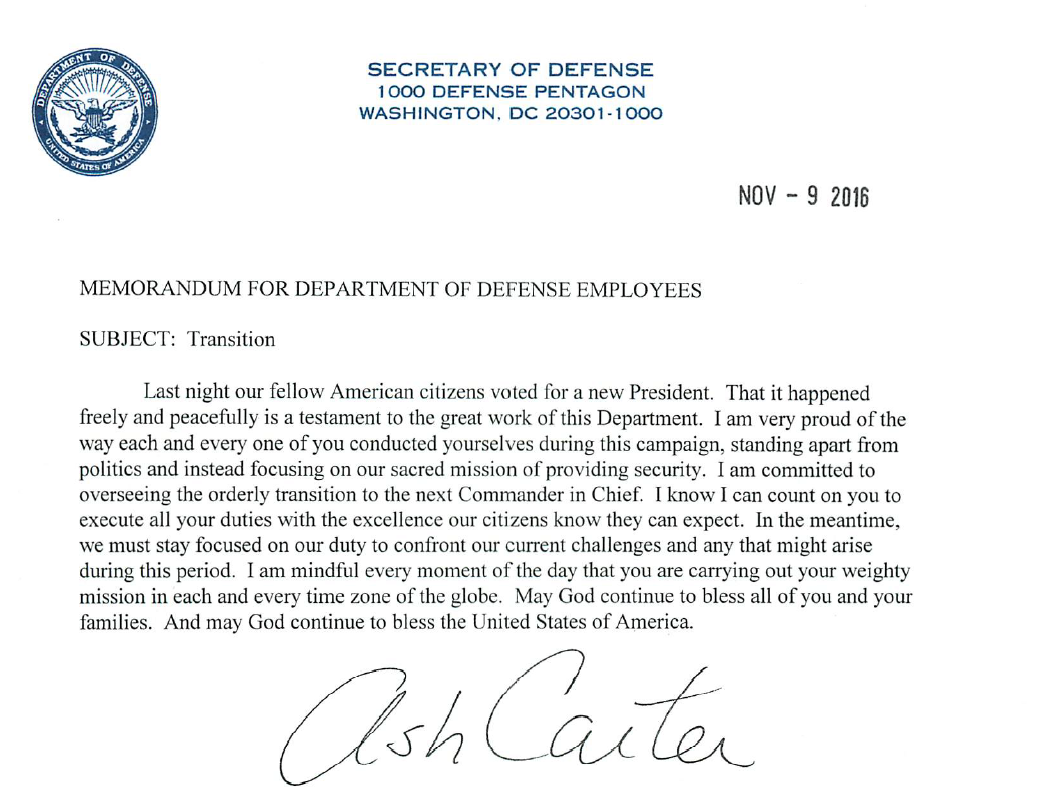
Publicação do Departamento de Defesa informando as Forças Armadas sobre a futura transferência de comando.

Nas primeiras horas do dia 9 de novembro de 2016, veículos da imprensa relataram que Trump havia garantido votos suficientes no Colégio Eleitoral, podendo já ser considerado o 45º Presidente dos Estados Unidos. Clinton reconheceria sua derrota no fim do mesmo dia.

#### Esquemas de segurança
Antes do retorno de Trump à sua residência privada na Trump Tower, o Serviço Secreto deu início a "inacreditáveis medidas de segurança", incluindo interditar completamente a Rua 56, reforçando uma muralha de caminhões de areia formada na noite anterior (uma tática contra possíveis carros bomba) e posicionando equipes táticas do Departamento de Polícia de Nova Iorque nas cercanias do edifício. Na mesma noite, a Administração Federal de Aviação determinou restrição aérea sobre a parte central de Manhattan.

#### Investimentos de Trump
Após a eleição, Trump transferiu o controle de sua organização aos demais executivos, incluindo seus três filhos mais velhos - Donald Jr., Ivanka e Eric. De acordo com um comunicado emitido em 11 de novembro, a empresa encontrava-se em "processo de veto de várias estruturas com a finalidade de transferir imediatamente o controle da Trump Organization e seu corpo de dirigentes."
Em coletiva de imprensa de 11 de janeiro de 2017, Trump confirmou sua renúncia de todos os cargos e ações associadas a Trump Organization até o Dia da Posse Presidencial (20 de janeiro). Todo seu patrimônio passaria a ser gerido pelos filhos Donald Jr. e Eric juntamente com seu assessor financeiro Allen Weisselberg. Trump, no entanto, permanece como proprietário formal de todos estes investimentos.

### Início do processo de transição

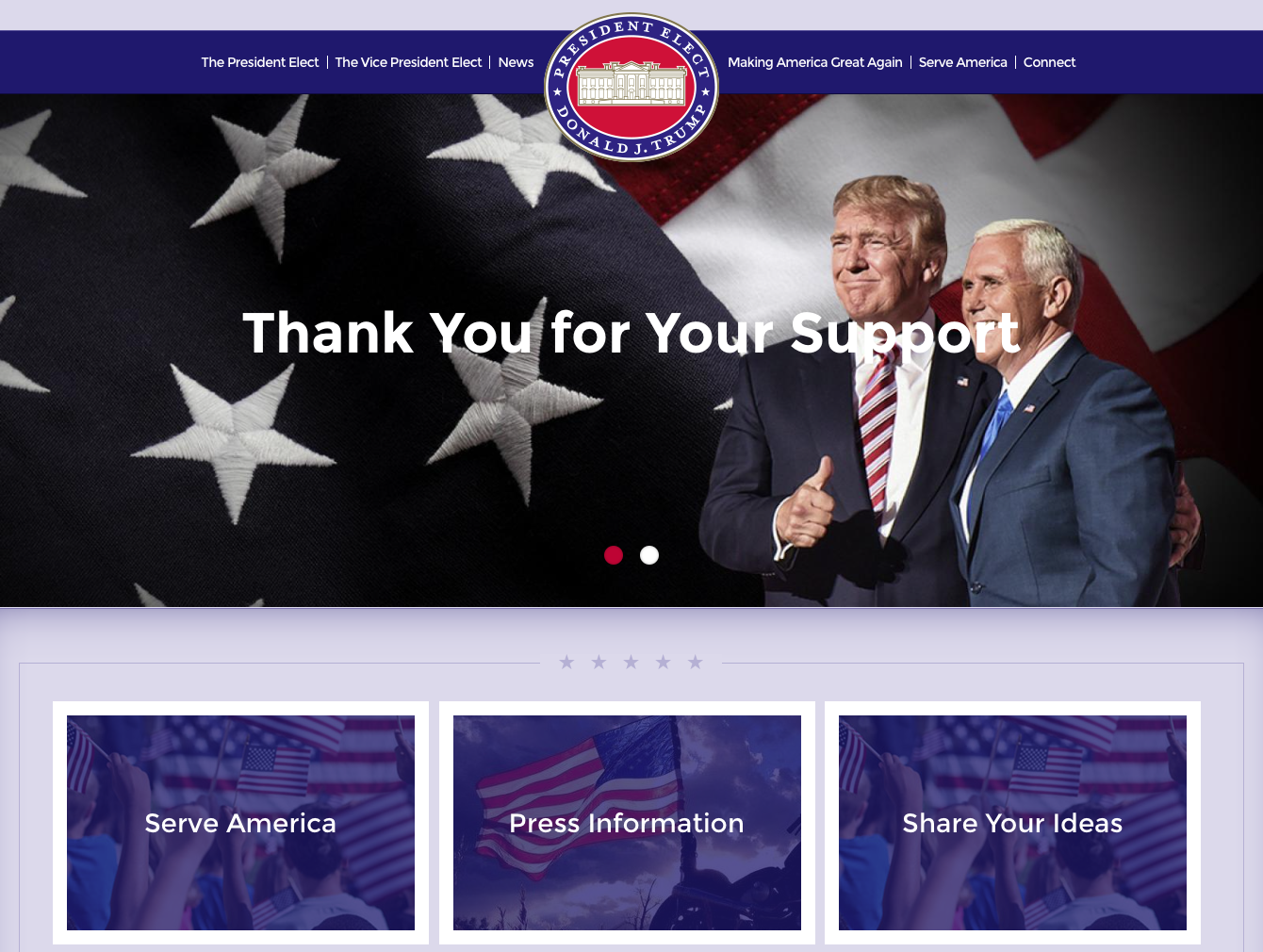
Página inicial do site de Trump lançado em 9 de novembro de 2016.

Logo no início da tarde de 9 de novembro, o Presidente incumbente Barack Obama realizou um breve comunicado no Jardim Rose da Casa Branca, anunciando que havia se comunicado com Trump na noite anterior e o convidado formalmente a visitar a residência no dia seguinte para discussões sobre "uma transição bem-sucedida entre nossas presidências". Obama afirmou ter instruído sua equipe a "seguir o exemplo" da Administração Bush em 2008, que segundo ele "não poderia ser mais profissional ou gentil em assegurar que estávamos em uma transição pacífica".
No mesmo dia, o Secretário de Defesa Ash Carter publicou um memorando às Forças Armadas afirmando a formação de uma nova Autoridade de Comando Nacional. Também em 9 de novembro, a Comunidade de Inteligência emitiu o primeiro Relatório Diário Presidencial a Trump e Mike Pence.

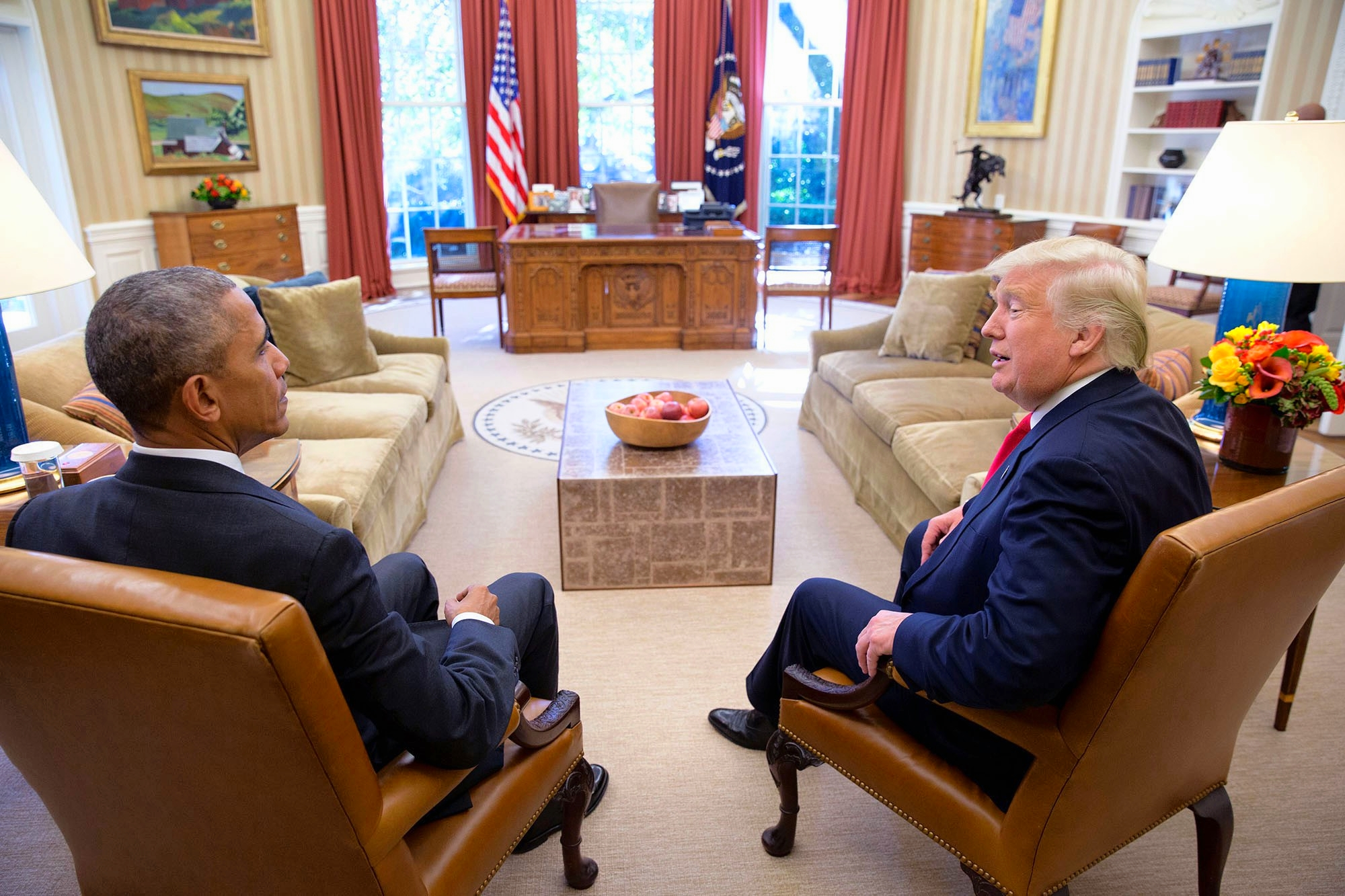
Dois dias após a eleição, Obama recebe Trump no Salão Oval da Casa Branca.

À tarde de 9 de novembro, um website - greatagain.gov - foi lançado, tratando de assuntos ligados ao período de transição. O portal oferecia informações sobre os procedimentos e relatórios à imprensa, mas acabou sendo criticado por somente reproduzir conteúdo previamente publicado pela Partnership for Public Service. O presidente da organização refutou as críticas, afirmando cooperou com as principais campanhas no período de transição e explicando que esperava tornar o material "um fonte voltada ao aprimoramento das transições". O conteúdo do website era possuía License 4.0 da Creative Commons.
Às 11 da manhã (horário local) de 10 de novembro, o Presidente e o Presidente-eleito tiveram um encontro privado de 90 minutos na Casa Branca, seguido de uma reunião aberta no Salão Oval com a presença de vários jornais, como Voice of America, Bloomberg, Associated Press, ABC News, entre outros. Durante o encontro, Trump agradeceu a Obama pela reunião e afirmou considerá-lo para futuros aconselhamentos. De acordo com Trump, Obama convenceu-lhe a preservar alguns aspectos do Obamacare.

## Nomeações de gabinete
Desde sua campanha eleitoral, Donald Trump já havia indicado os nomes de seus secretários de governo. Todos os cargos, exceto os de Chefe de Gabinete e de Vice-presidente, requerem a aprovação e consenso do Senado dos Estados Unidos após a nomeação presidencial.
Em 30 de novembro, o jornal Politico, que considerou as nomeações de Trump mais conservadores com relação aos presidentes anteriores, descreveu-o como "firme em sua intenção de construir um sonho conservador com Republicanos festejando e liberais desesperados." Por outro lado, o The Wall Street Journal afirmaria ser "quase impossível identificar uma inclinação ideológica clara nas nomeações do gabinete" de Trump.
Editores do The Washington Post observaram que o gabinete de Trump seria o "mais rico na história moderna americana", considerando o perfil financeiro dos indicados. O jornal também afirmou que enquanto algumas das nomeações de Trump consistiam em "seus mais controversos aliados" como Bannon, Flynn e Sessions, outras nomeações tinham puramente "a marca de Mike Pence".